# Éjointage

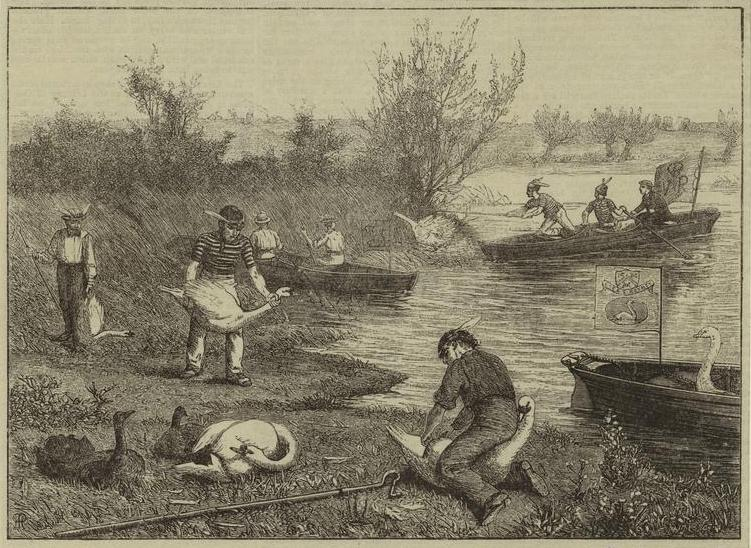
Éjointage

L’éjointage est une pratique qui consiste à couper le bout de l’aile des oiseaux d'élevage afin de les empêcher de voler. Une pratique moins invasive consiste à simplement couper les rémiges d'un seul côté afin de déséquilibrer l'oiseau qui ne peut donc plus voler.
Les éleveurs de volailles domestiques (pintades, canards, oies…) utilisent ces techniques pour empêcher les oiseaux de s’échapper. Cette pratique est également utilisée pour la chasse aux gibiers d’eau : un canard d’élevage est lâché au centre d’un plan d’eau, afin d’attirer les canards sauvages, tandis que les chasseurs restent à l’affût. 
L'éjointage a longtemps été mis en œuvre par les éleveurs eux-mêmes, sur les oisillons de moins d’une semaine et plus rarement sur des oiseaux en fin de croissance. Or, sur les adultes notamment, la chirurgie d'éjointage correspond à  une amputation des carpométacarpes nécessairement réalisée par un vétérinaire, sous anesthésie générale, avec les mesures d’asepsie et d'hémostase adaptées.

## Réglementation
En France, cette pratique a été interdite pour les appelants depuis décembre 2005 par le Conseil d’État en s’appuyant sur l’article 8 de la directive oiseaux qui interdit la mutilation d’oiseaux. Cette décision fait suite à l’arrêt du 16 avril 1999 de la même cour annulant une circulaire de l’Office national de la chasse et de la faune sauvage qui autorisait l’éjointage des appelants et la chasse de nuit. Seule la taille des rémiges, qui doit être renouvelée après chaque mue, est jugée compatible avec la directive Oiseaux.
La contention des oiseaux exotiques placés en semi-liberté sur des étangs par exemple reste un sujet d'importance pour éviter l'échappée d'espèces qui n'ont pas leur place dans la faune locale. Les risques de pollution génétique par hybridation comme dans le cas des érismatures ou pour maîtriser les espèces invasives.